# Partizanska bolnišnica Jesen
Patrizanska bolnišnica Jesen je edina obnovljena partizanska bolnišnica na vzhodnem Pohorju. Partizansko zdravstvo na Pohorju je povezano z zdravnikoma Ivanom Kopačem-Pavčkom in Hermanom Slokanom-Zmago.
Kompleks se nahaja na slovenjebistriškem Pohorju. Do nje se pride po lokalni cesti Šmartno na Pohorju - Trije Kralji - Osankarica. Nahaja se v bližini Lepejeve kmetije. Ključi za ogled se nahajajo na tej kmetiji.

## Zgodovina
Bolnišnico so začeli graditi v drugi polovico oktobra 1944 (na jesen - po tem je dobila tudi svoje ime JESEN). Pri okoliških kmetih so dobili potrebno orodje, da so lahko začeli z delom. Novembra so imeli postavljeno že ogrodje za barake. Tramove so vezali s trtami, le izjemoma so uporabljaji lesene kline za zabijanje, da ne bi izdali svoje lokacije. V bližini niso sekali lesa, da ne bi spremenili okolja bodoče bolnišnice. Dokumenti omenjajo da je prve ranjence sprejela 6. januarja 1945. To so bili borci Šercerjeve brigade. Prenos ranjencev v bolnišnico je bil zelo naporen saj so jih morali nositi na velikih razdaljah, za sabo pa zabrisati vse sledi, da jih sovražnik ne bi izsledil. V barakah so kurili samo ponoči, ker je čez dan bila nevarnost, da bi jih dim lahko izdal. V primerih večje nevarnosti, ko je bil sovraznik v bližini so za bolnišnico kuhali na Lepejevi kmetiji in od tam nosili hrano v bolnišnico. Prav tako je bila Olga Mušič lastnica Lepejeve kmetije zadolžena za obveščanje osebja, če so se v bližini pojavile sovražnikove enote. 
V bolnišnici so ohranjeni dokumenti iz katerih je razvidno, da se je v njej zdravilo 25 ranjencev. Po izjavah zdravniške ekipe pa jih je bilo precej več. Konec maja 1945 so bolnišnico zapustili ranjenci in bili premeščeni v Mariborsko vojaško bolnišnico na Gosposvetski cesti.

## Objekti
- baraka za ranjence velikost 8 x 3 m, od tega je ambulanta 6 m2,
- kuhinja 4,3 x 3,2 m,
- razkuževalnica 3,14 x 2,4 m,
- baraka za osebje bolnišnice 4 x 3,15 m,
- majhna zemljanka za hrano,
- dve leseni stranišči,
- zemljanka za evakuacijo ranjencev, od bolnišnice oddaljena cca. 200 m

## Graditelji bolnišnice
- Jože Kalan - upravnik,
- Ivan Strehar-Župan - sekretar,
- Franc Kunc - vodja gradnje,
- Jože Žibert - vojni referent,
- Franc Urnaut - dezinfektor,
- Jože Hrasnik - kamufler,
- Oton Albreht - kurir,
- Anton Somrek - intendant,
- Anton Smogavec - intendant,
- Marija Podstenšek - kuharica,
- Ivan Krajnc - kuhar,
- Jože Smogavec,
- Jože Kresnik,
- Franc Mušič,
- Olga Mušič.

## Medicinsko osebje bolnišnice
- Angelca Gril - bolničarka,
- Julijana Kovač - bolničarka,
- dr. Herman Slokan-Zmago - zdravnik.